# Ctenochaetus
A Ctenochaetus a sugarasúszójú halak (Actinopterygii) osztályának sügéralakúak (Perciformes) rendjébe, ezen belül a doktorhalfélék (Acanthuridae) családjába tartozó nem.

## Tudnivalók
A Ctenochaetus nembéli halak, fajtól függően vagy az Indiai-óceánban, vagy pedig a Csendes-óceánban fordulnak elő, bár vannak határ menti fajok is. A legnagyobb hosszúságuk 15-27 centiméter közötti.

## Rendszerezés
A nembe az alábbi 9 faj tartozik:
- Ctenochaetus binotatus Randall, 1955
- Ctenochaetus cyanocheilus Randall & Clements, 2001
- Ctenochaetus flavicauda Fowler, 1938
- Ctenochaetus hawaiiensis Randall, 1955
- Ctenochaetus marginatus (Valenciennes, 1835)
- fésűfogú doktorhal (Ctenochaetus striatus) (Quoy & Gaimard, 1825)
- sárgaszemfoltos doktorhal (Ctenochaetus strigosus) (Bennett, 1828)
- Ctenochaetus tominiensis Randall, 1955
- Ctenochaetus truncatus Randall & Clements, 2001